# Ácido glicolnucleico
O ácido glicolnucleico ou ácido nucleico de glicerol (AGN ou, em inglês, GNA) é um polímero similar ao ADN ou ARN mas de diferente composição no seu "esqueleto". O AGN não ocorre na natureza, mas antes sintetiza-se quimicamente.
O ADN e o ARN possuem um esqueleto formado pelos açucares desoxirribose e ribose, respectivamente, e fosfato, enquanto que o esqueleto do AGN é composto por repetidas unidades de glicerol unidas por ligação fosfodiéster. A este esqueleto estão ligadas as bases nitrogenadas tanto no ADN como no ARN e AGN. A molécula de glicerol (ou glicerina ou propanotriol) possui apenas três átomos de carbono, já o AGN mostra, apesar de todo, emparelhamentos de bases de Watson e Crick. Mesmo os emparelhamentos de bases de Watson e Crick são muito mais estáveis no AGN que nos ácidos nucleicos naturais ADN e ARN, pelo que é necessária uma alta temperatura para separar ("fundir") a dupla hélice do AGN. É provavelmente o mais simples dos ácidos nucleicos, o que o torna um hipotético precursor do ARN na origem da vida na Terra.
Os análogos 2,3-dihidroxipropilnucleósidos foram pela primeira vez preparados por Ueda et al. (1971). Pouco depois viu-se que os oligómeros unidos por fosfato dos análogos mostravam hipocromicidade na presença de ARN e ADN em dissolução (Seita et al. 1972). A preparação dos polímeros foi pela primeira vez descrita por Cook et al. (1995, 1999) e Acevedo e Andrews (1996). O emparelhamento AGN-AGN descrito por Zhang e Meggers é, contudo, inovador, e a especificidade da interacção está bem demonstrada.